# Čou Jou-kuang
Čou Jou-kuang (čínsky pchin-jinem Zhōu Yǒuguāng, znaky 周有光, 13. ledna 1906 Čchang-čou – 14. ledna 2017 Peking) byl čínský ekonom a jazykovědec známý zejména jako tvůrce pchin-jinu.
Od roku 1923 studoval ekonomii a lingvistiku na univerzitě Svatého Jana v Šanghaji. Tu opustil v roce 1925 v době Hnutí 30. května a přešel na Východočínskou pedagogickou univerzitu sídlící rovněž v Šanghaji.
V letech 1946 až 1949 pobýval jako zástupce čínské banky v New Yorku. V letech 1949 až 1955 působil jako profesor ekonomie na univerzitě Fu-tan. V letech 1956 až 1988 byl členem komise pro čínskou reformu psaní, přičemž v době Kulturní revoluce strávil mezi lety 1966 až 1969 dva roky v pracovním táboře.